# Luanping
Luanping (en chino, 滦平; pinyin, Luánpíng) es un condado bajo la administración directa de la ciudad-prefectura de Chengde. Se ubica en la provincia de Hebei, este de la República Popular China. Su área es de 2992 km² y su población total para 2010 superó los 280 mil habitantes. 

## Administración
El condado de Luanping se divide en 21 pueblos que se administran en 1 subdistrito, 10 poblados, 2 villas y 8 villas étnicas.